# Peter Ronson
Peter Ronson, all'anagrafe Pétur Rögnvaldsson (Siglufjörður, 22 aprile 1934 – Contea di Orange, 16 gennaio 2007), è stato un ostacolista e attore islandese, noto per aver interpretato Hans nel film del 1959 Viaggio al centro della Terra.

## Biografia
Pétur Rögnvaldsson nacque in Islanda nel 1934. Cominciò a correre in pista in giovane età e prima di compiere vent'anni entrò nella nazionale islandese di decathlon. Giocò anche a pallacanestro e divenne il primo presidente della Körfuknattleiksráð Reykjavíkur, una delle squadre di pallacanestro che nel 1961 andranno a formare la Körfuknattleikssamband Íslands, la federazione cestistica islandese.
Mentre gareggiava in Europa incontrò un corridore statunitense che gli propose di spostarsi negli Stati Uniti. Dopo averne parlato con il suo allenatore, partì portando con sé i suoi tre figli e iniziò a frequentare la University of Southern California grazie ad una borsa di studio. Nello stesso periodo erano stati fatti i provini per il film Viaggio al centro della Terra, ma il produttore stava avendo difficoltà a trovare qualcuno che interpretasse l'islandese Hans. Uno dei suoi colleghi aveva un figlio che frequentava la stessa università di Pétur e che, quando scoprì il problema, glielo suggerì. Fu organizzato un provino e Pétur fu immediatamente scelto per la parte. Dopo che il film fu completato gli fu offerto un contratto a lungo termine da attore, ma egli rifiutò.
Nel 1960 partecipò ai Giochi della XVII Olimpiade di Roma dove fu portabandiera per il suo Paese alla cerimonia di apertura. Gareggiò nei 110 metri ostacoli, ma fu eliminato in batteria arrivando sesto.
È morto per cause naturali il 16 gennaio 2007.

## Vita privata
Si sposò in Islanda ed ebbe tre figli, Lisa, Petur Jr. e Kristine. Dopo i Giochi olimpici di Roma sposò Marie George, nata nel sud della California ma di origini danesi, da cui ebbe altri due figli, Brian e Stephen.